# Chiapas
Chiapas [čiapas] je jeden z 31 států Mexika. Jde o jeho nejjižnější a také nejchudší oblast. Na západě hraničí s Oaxakou, na severozápadě s Veracruzem, na severu s Tabaskem, na severovýchodě s Campeche a na východě s Guatemalou. Z jihu ho omývají vody Tichého oceánu.
V roce 2020 čítalo obyvatelstvo Chiapasu 5 543 828 osob. Hlavním městem je Tuxtla Gutiérrez (604 000 obyvatel). Většina obyvatel je indiánského původu. Hlavními indiánskými skupinami jsou Tzeltalové, Tzotzilové, Cholesové, Lakandonové, Taquesové, Tojolabalesové, Mamesové, Chujesové, Cackchiquélesové a Mochosové, všichni původem Mayové.
V Chiapasu působí také zapatisté, kteří zde vytvořili vlastní samosprávu, a mají tedy problémy s vládou.

## Etymologie
Jméno Chiapas pochází ze slova „Chiapan“ nebo „Tepechiapan“, což je výraz, kterým se nazývalo bývalé domorodé obyvatelstvo (Chiapaneca) a který měl značit „kopec Chía“ (chiatl = rostlina chía, pan = místo nad), místo v kopci nad porostem chía, resp. místo nad porostem chía. Když španělští dobyvatelé založili města Chiapa de los Indios a Chiapa de los Españoles, začalo se tomuto území říkat Chiapaská provincie.

## Dějiny

### Předkolumbovské období
První lidé začali osídlovat region v období 33 000–14 000 př. n. l. Šlo především o lovce. V Cueva de Santa Martha se nacházejí jeskynní malby staré 9 000 let. Okolo roku 7500 př. n. l. se v oblasti rozvíjelo zemědělství.
Kolem roku 300 n. l. se do popředí dostala mayská kultura. Na březích Usumacinty a v Lacandonské džungli vzkvétala velká centra jako Yaxchilán, Palenque, Toniná, Bonampak, Tenam Puente, Chinkultic, Lacanhá, stejně jako bezpočet dalších. V Zinacantánu a Soconuscu existovala velká tržiště s kožešinou, indigem, vanilkou, péry z quetzala (pták) a jantarem.
Během let 600–900 n. l. dosáhla tato centra vrcholného rozkvětu. Docházelo k velkému nárůstu počtu obyvatel a k častým konfliktům mezi šlechtici a válečníky. Tyto vnitřní nepokoje se odrážely v masovém přesidlování na Yucatán. Kolem roku 1200 n. l. došlo k úpadku a hlavní centra jsou opuštěna.
S rozpadem mayské kultury nastal rozvoj menších skupin, jako byli Tzotzilové z Chamuly nebo Zinacantánu či Tzeltalové z Copanaguastla a Mamesové ze Zaculea.
Koncem 15. století začali území ovládat Aztékové. Vymáhali vysoké daně ze zboží a zanechali po sobě jména míst, rostlin a zvířat v jazyce nahuatl.

### Koloniální období
S příchodem prvních Španělů v roce 1518 se také pojí původní název – „El Gran Quiché“. Juan de Grijalva podnikl první expedici po řece, která po něm zdědila jméno. Gonzalo de Sandoval začal v roce 1522 s dobýváním a založením Villi del Espíritu Santo v blízkosti Coatzacoalcoské řeky. Ale až v roce 1523 poslal Hernán Cortés Pedra de Alvarado, Luise Marína a Diega de Mazariegos, aby dobytí dokonali. Tak začaly pokusy o podrobení původních obyvatel Chiapasu, které nebyly dodnes dokončeny.
Jeden z velmi statečných činů se udál v roce 1527, kdy byla skupinka původních obyvatel obklíčena španělskými vojáky, mexickými válečníky a tlaxcaltecskými válečníky. Tito lidé skočili do kaňonu El Sumidero a dali tak přednost smrti před otroctvím a podrobením se.
Po vojenském i duchovním dobytí založili Španělé město poblíž Costón-Nandaluní (pán chiapanů), které se jmenovalo Chiapa de los Indios, dnešní Chiapa de Corzo. K jeho založení došlo 3. března 1527 a ihned v něm byla postavena radnice. Bylo to tedy první chiapaské město. Podnebí zde však nebylo Španělům nakloněno, a tak založili v údolí Hueyacatlán 31. března 1528 osadu Chiapa de los Espaňoles, dnešní San Cristóbal de las Casas. V roce 1556 byl založen San Pablo Comitán a koncem 16. století se malá vesnička Tuchtlán přeměnila v San Marcos de Tustla, dnešní Tuxtlu Gutiérrez.

### Nezávislost
Během koloniální nadvlády Španělů byl Chiapas součástí generálního kapitanátu Guatemala. Ten byl administrativně podřízen místokrálovství Nové Španělsko. Chiapané také bojovali ve válce za nezávislost. Dne 28. srpna 1821 prohlásil kněz Matías de Córdoba nezávislost města Comitán na Španělsku a přijal vládu Agustína de Iturbide. Ostatní území pod správou generálního kapitanátu Guatemala udělala totéž a o rok později se stal Chiapas součástí prvního mexického císařství.
Po smrti Iturbideho a rozpadu císařství se konalo referendum. Devadesát šest tisíc lidí se vyjádřilo pro připojení k Mexiku, šedesát tisíc pro připojení ke Spojeným středoamerickým provinciím (nástupnický stát guatemalského kapitanátu) a patnáct tisíc se referenda neúčastnilo. Dne 14. září 1824 byl Chiapas slavnostně připojen  k Mexiku. Pohraniční region Soconusco zůstal předmětem sporu mezi Guatemalou a Mexikem až do roku 1842 (anexe území Mexikem), respektive 1882 (sepsání smlouvy Herrera–Mariscal ohledně mexicko-guatemalské hranici). 

## Členění
Stát sestává ze 124 municipalit. Je rozdělen do patnácti ekonomických regionů.
- Metropolitana
- Valles Zoque
- Mezcalapa
- De los Llanos
- Altos Tsotsil-Tseltal
- La Frailesca
- De Los Bosques
- Norte
- Istmo-Costa
- Soconusco
- Sierra Mariscal
- Selva Lacandona
- Maya
- Tulijá Tzeltal Chol
- Meseta Comiteca Tojolabal